# Zygonyx luctifer
Zygonyx luctifer – gatunek ważki z rodziny ważkowatych (Libellulidae). Endemit Seszeli; stwierdzony na czterech wyspach: Mahé, Silhouette, Praslin i Sainte Anne.